# Lambourne
Lambourne est un village et une paroisse civile de l'Essex, en Angleterre.